# Sony Music Brasil
Sony Music Brasil est un label discographique brésilien, basé à Botafogo, Rio de Janeiro. Il est fondé en 1961, le label compte parmi ses membres de grands artistes de la scène nationale, issus de différents genres.
Le label compte des noms tels que Marina Sena, Zé Vaqueiro, Roberto Carlos, Capital Inicial, Skank, Pabllo Vittar, Aline Barros, Karol Conká, Jota Quest, Vanessa da Mata, Martinho da Vila, Fernanda Brum, Emicida, Mallu Magalhães, Natiruts, Preta Gil, Gusttavo Lima, Lito Atalaia, Marcos e Belutti, et Isadora Pompeo entre autres,.

## Histoire
En 2010, Sony Music Brasil lance un département gospel appelé Sony Music Gospel, consacré à la musique chrétienne contemporaine brésilienne. Le label engage Maurício Soares, un producteur qui travaille sur le marché de la musique gospel depuis plus de 22 ans, pour en être le directeur. Le premier groupe musical engagé par Sony est le groupe Resgate, qui publie le premier album du label, Ainda não É o Último. Par la suite, le label signe avec des noms connus de la scène gospel, comme Aline Barros, Priscilla Alcantara, Mariana Valadão, Lito Atalaia, Leonardo Gonçalves, Lydia Moisés, Carlinhos Felix, Cristina Mel, et Fernanda Brum, entre autres. 
En avril 2021, Sony Music annonce l'achat du label Som Livre à Grupo Globo pour environ 1,43 milliard de reais, apportant un large catalogue d'artistes à Sony Music,,. En novembre 2021, le Conseil administratif de la défense économique (CADE) approuve définitivement l'acquisition du label. Sony Music prend le contrôle complet de Som Livre au début de l'année 2022. 
En février 2023, l'auteure-compositrice-interprète Marina Sena signe avec Sony Music Brasil, publiant sa première chanson avec un label discographique, le lead-single Tudo Pra Amar Você et le single Dano Sarrada de son deuxième album studio, intitulé Vício Inerente, sorti le 27 avril 2023,.